# Crass
Crass – jeden z najważniejszych i najbardziej inspirujących brytyjskich zespołów anarchopunkowych, powstały w 1977. Założycielami byli wokalista Steve Ignorant oraz perkusista Penny Rimbaud. Wierni idei DIY założyli własną wytwórnię Crass Records. Po zakończeniu działalności w 1984 nadal aktywnie brali udział w życiu społecznym.
Słynni z nieszablonowych tekstów, prowokacji obyczajowo-politycznych, działalności społecznej (m.in. wspieraniu ruchu na rzecz rozbrojenia atomowego) oraz artystycznej (charakterystyczne kolaże). Członkowie grupy przez wiele lat prowadzili wiejską komunę w domu Dial House niedaleko Epping pod Londynem, kupując go w końcu na własność.
W 2010 roku, nakładem wydawnictwa Jirafa Roja, ukazała się po polsku książka pt. „Crass – historia”, napisana przez angielskiego dziennikarza i muzyka punkowego, George'a Bergera.

## Skład
- Steve Ignorant (Oscar Thompson) – śpiew
- Eve Libertine – śpiew
- Joy De Vivre – śpiew
- N.A. Palmer – gitara
- Phil Free – gitara
- Pete Wright (Peter Wright) – gitara basowa
- Penny Rimbaud (Jeremy John Ratter) – perkusja

## Dyskografia
- Reality Asylum 7" (1978)
- The Feeding of the 5000 (1978)
- Stations of the Crass (1979)
- Bloody Revolutions (split 7" z Poison Girls) (1980)
- Nagasaki Nightmare 7" (1980)
- Rival Tribal Rebel Revel 7" (1980)
- Our Wedding 7" (1981)
- Penis Envy (1981)
- Merry Crassmass 7" (1981)
- Christ: The Album/Well Forked - But Not Dead 2xLP (1982)
- Sheep Farming in the Falklands 7" (1982)
- How Does it Feel? 7" (1982)
- Yes Sir, I Will (1983)
- Whodunnit? 7" (1983)
- You're Already Dead 7" (1984)
- Acts Of Love (1985)
- Best Before 1984 (1986)
- Ten Notes On A Summer's Day (1986)
- Christ: The Bootleg (1989)
- You'll Ruin It For Everyone (1993)